# José Fernández Nonídez
José Fernández Nonídez (Madrid, España, 22 de febrero de 1892 - Augusta, Georgia, Estados Unidos, 27 de septiembre de 1947) fue el introductor y difusor de la teoría cromosómica de la herencia —también denominada teoría cromosómica de Sutton y Boveri— en España, tras haber realizado una estancia en el famoso laboratorio de Thomas Hunt Morgan en la Universidad de Columbia, también conocido como la «habitación de las moscas» (fly room).

## Biografía

### Madrid (1892-1917)
Nonídez nació en Madrid el 22 de febrero de 1892. Estudió la licenciatura de Ciencias Naturales (lo que hoy es Biología) en la Universidad de Madrid. Una vez terminados sus estudios, trabajó en el Museo de Ciencias Naturales en diversos estudios entomológicos. Allí empezó a realizar su tesis doctoral bajo la dirección de Antonio de Zulueta, centrada en el estudio de los cromosomas en la espermatogénesis de insectos. La determinación sexual mediante cromosomas fue uno de los descubrimientos de Morgan en la mosca Drosophila, que más tarde le llevaron a establecer la teoría cromosómica de la herencia: los cromosomas son los portadores de los genes.
Una vez leída la tesis doctoral en marzo de 1915, trabajó en la Universidad de Cambridge con Leonard Doncaster y con Reginald Crundall Punnet. Posteriormente obtuvo una cátedra de Zoología en la Universidad de Murcia, donde se dedicó al estudio de diversos arácnidos. Tras un intento de trasladarse a la Universidad de Zúrich, y ahuyentado por la guerra, decide desplazarse a la Universidad de Columbia en Nueva York, para trabajar con Edmund B. Wilson y Thomas Morgan.

### Nueva York (1917-1947)
Permaneció trabajando en Nueva York, con una importante estancia en 1920 en España donde sirvió de introductor de la Genética mendeliana y de la teoría cromosómica de la herencia. Fue profundizando en sus estudios histológicos y anatómicos, que le darían apoyo al proceso de formación de los gametos en diversos animales. Abandonó Columbia y se incorporó a la Cornell University Medical College (Nueva York, Nueva York) como profesor de Anatomía. A partir de 1935, Nonídez cambia el rumbo de sus investigaciones y se dedica a realizar estudios anatómicos sobre la regulación de la presión sanguínea en el cuerpo carotídeo.

### Augusta, Georgia (1947)
Nonídez se trasladó al Medical College of Georgia, en Augusta, Georgia, como profesor de Anatomía microscópica, donde falleció prematuramente el 27 de septiembre de 1947.
Uno de sus hijos es profesor de Química (enlace roto disponible en Internet Archive; véase el historial, la primera versión y la última). en la Universidad de Alabama en Birmingham.

## Repercusiones de su trabajo en la ciencia
Nonídez fue, junto a Antonio de Zulueta, uno de los pioneros de la Genética en España. En su estancia en el año 1920 en España, impartió un curso sobre Genética, que se editó posteriormente como libro: La herencia mendeliana: introducción al estudio de la Genética (Madrid, 1922, Calpe). Esta obra supuso un enorme avance en la difusión de la Genética.
Asimismo, escribió en 1923 un libro dedicado a veterinarios y agrónomos, Variación y herencia en los animales domésticos y las plantas cultivadas, que fue reeditado numerosas veces y que fue una referencia de la Genética aplicada en la primera mitad del siglo XX.
Sus trabajos en Histología y Anatomía también fueron gran alcance, llegando a reconocer Corneille Heymans que Nonídez debería haber compartido el premio Nobel de Fisiología de 1938 por sus trabajos en el cuerpo carotídeo.